# Wild

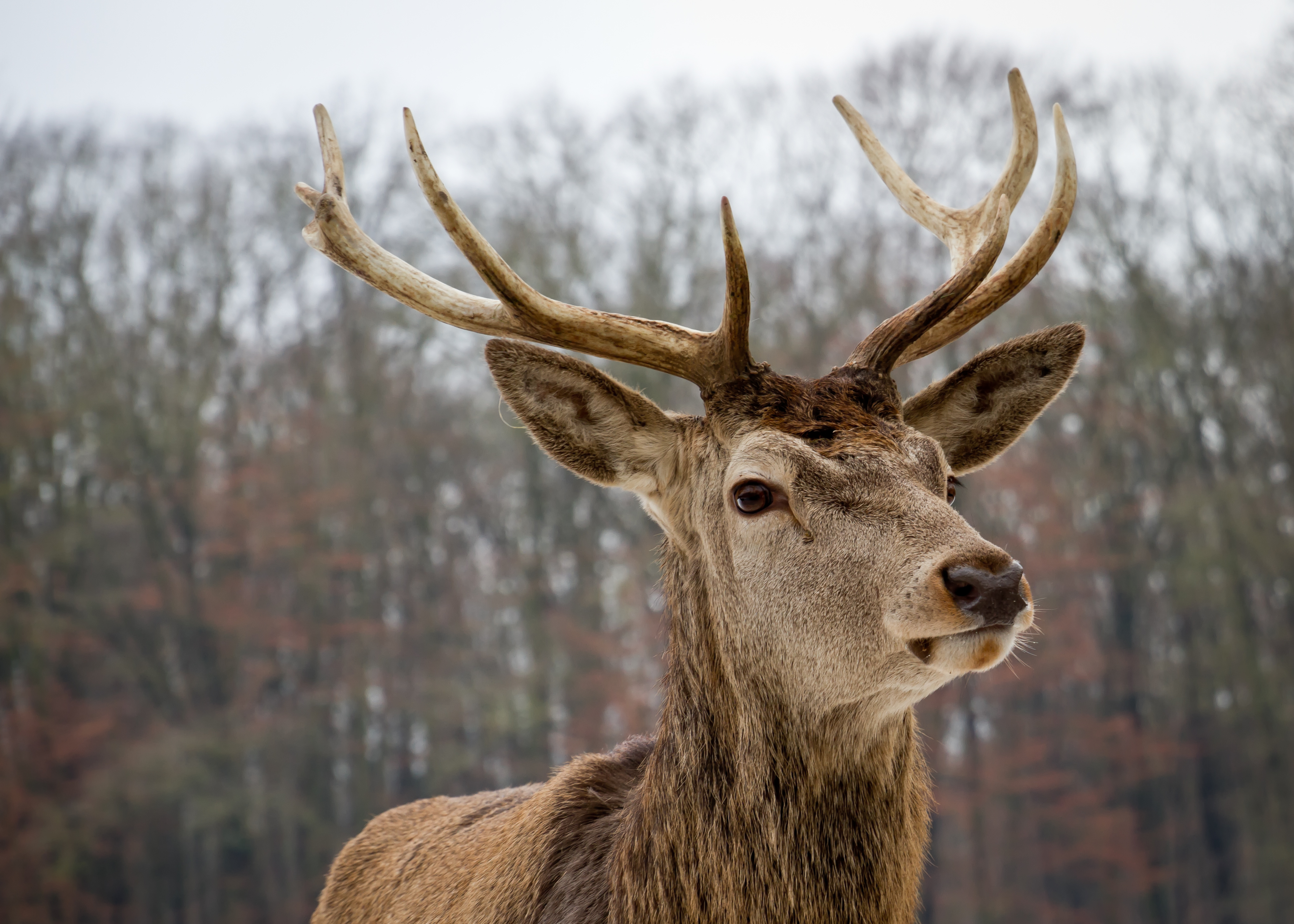
Der Rothirsch – ein klassisches Jagdwild in weiten Teilen Europas

Wild (althochdeutsch wildi ‚ungezähmt, verirrt‘), teilweise auch deutlicher Jagdwild genannt, bezeichnet jagdbare Wildtiere. Der Begriff Wild grenzt sich damit gegen den Oberbegriff Wildtier ab, der allgemein alle freilebenden Tiere umfasst.

## Begriff
Der Begriff Wild umfasst alle im Zusammenhang mit der Jagd relevanten Wildtiere und lässt sich in Abgrenzung von anderen durch den Menschen genutzten Wildtieren begreifen, etwa den fischbaren (Fische) oder sammelbaren (Schnecken, Frösche, Insekten) Wildtieren. Verschiedene Länder, so etwa Deutschland, Österreich und die Schweiz, haben in ihren Jagdgesetzen und -verordnungen darüber hinaus eine spezifische Legaldefinition des Begriffs, teils inklusive eines abschließenden Katalogs der als Wild geltenden Arten.

### Einteilung
Für das Wild existieren in der Jägersprache verschiedene, sich teils überschneidende Unterteilungen:
- Raubwild: zum Jagdwild zählende Raubtiere (nicht im zoologischen Begriffsverständnis), wie Rotfuchs, Steinmarder und Kolkrabe, die dazugehörigen Säugetiere werden auch als Haarraubwild bezeichnet
- Haarwild: zum Jagdwild zählende Säugetiere
- Federwild: zum Jagdwild zählende Vögel
- Schalenwild: zum Jagdwild zählende Paarhufer (z. B. Reh, Rothirsch und Wildschwein), deren Klauen als „Schalen“ bezeichnet werden
- Rauhwild: ihres Felles wegen gejagte Pelztiere (wobei „Rauh“ ein altes Wort für ‚behaart‘ ist und sich in der Bezeichnung Rauchwaren wiederfindet)
- Großwild: besonders großes und starkes Wild, wie etwa Großkatzen, Bisons und Bären
- Hochwild und Niederwild: ins Mittelalter zurückreichende Zuordnung des Wildes, bei der die Jagd auf festgelegte Wildarten, wie Wisent, Elch und Rothirsch, als Hochwild dem Fürsten vorbehalten blieben (entsprechend als Hohe Jagd, Hochjagd oder Hochwildjagd bezeichnet), während die übrigen Wildarten, das Niederwild (z. T. mit dem Mittelwild noch feiner untergliedert),[3] auch von Vasallen und anderen in der Hierarchie nachgeordneten Personen gejagt werden durften (entsprechend als Niedere Jagd, Niederjagd oder Niederwildjagd bezeichnet)

## Recht

### Deutschland
Das deutsche Bundesjagdgesetzes (BJagdG) § 1 Satz 1 definiert Wild als „wildlebende Tiere, die dem Jagdrecht unterliegen“, also die in den jagdrechtlichen Vorschriften aufgelisteten Arten. Wild nach dieser Definition bleiben selbst die Arten, die nach dem Jagdrecht ganzjährig geschont werden.
Es sind Jagdzeiten und Schonzeiten festgelegt. Die Jagdzeiten sind keine zwingende Einrichtung, sondern können in den Landesjagdgesetzen unterschiedlich festgelegt sein. Es gibt Wildarten, die ganzjährig geschont sind und demzufolge nicht bejagt werden dürfen (etwa der Wisent und alle Greifvögel). Sie sind aber durch das Jagdgesetz der Obhut und der Sorge für ihre Wohlfahrt dem Jagdausübungsberechtigten unterstellt (Hegeverpflichtung nach § 1 Abs. 1 BJagdG) und werden so zwingend durch den Jagdausübungsberechtigten geschützt. Die Bundesartenschutzverordnung sieht dies für Tiere, die nicht „Wild“ sind, nicht vor. Teile von Wild, auch wenn dies eine ganzjährige Schonzeit genießt, dürfen vom Jagdausübungsberechtigten angeeignet werden, ebenso natürlich verendete Tiere (Fallwild). Teilweise bestehen Abgabe- und Handelsverbote. Aneignung durch andere erfüllt den Tatbestand der Wilderei.
In den meisten deutschen Bundesländern gibt es Rotwildbezirke, das sind durch Verordnungen festgelegte Gebiete, in dem Rotwild als Standwild vorkommen darf. Außerhalb dieser Gebiete (rotwildfreies Gebiet) besteht ein Abschussgebot. Rotwildbezirke sind in Europa eine einmalige Regelung.
In BJagdG § 2 werden die zugehörigen Wildarten aufgelistet.

#### Tierarten, die laut Bundesjagdgesetz dem Jagdrecht unterliegen und somit rechtlich „Wild“ sind
| Haarwild                                 | Federwild                                              |
| ---------------------------------------- | ------------------------------------------------------ |
| Wisent (Bison bonasus L.)                | Rebhuhn (Perdix perdix L.)                             |
| Elchwild (Alces alces L.)                | Fasan (Phasianus colchicus L.)                         |
| Rotwild (Cervus elaphus L.)              | Wachtel (Coturnix coturnix L.)                         |
| Damwild (Dama dama L.)                   | Auerwild (Tetrao urogallus L.)                         |
| Sikawild (Cervus nippon Temminck)        | Birkwild (Lyrus tetrix L.)                             |
| Rehwild (Capreolus capreolus L.)         | Rackelwild (Lyrus tetrix x Tetrao urogallus)           |
| Gamswild (Rupicapra rupicapra L.)        | Haselwild (Tetrastes bonasia L.)                       |
| Steinwild (Capra ibex L.)                | Alpenschneehuhn (Lagopus muta Montin)                  |
| Muffelwild (Ovis ammon musimon Pallas)   | Wildtruthuhn (Meleagris gallopavo L.)                  |
| Schwarzwild (Sus scrofa L.)              | Wildtauben (Columbidae)                                |
| Feldhase (Lepus europaeus Pallas)        | Höckerschwan (Cygnus olor Gmel.)                       |
| Schneehase (Lepus timidus L.)            | Wildgänse (Gattungen Anser Brisson und Branta Scopoli) |
| Wildkaninchen (Oryctolagus cuniculus L.) | Wildenten (Anatinae)                                   |
| Murmeltier (Marmota marmota L.)          | Säger (Gattung Mergus L.)                              |
| Wildkatze (Felis silvestris Schreber)    | Waldschnepfe (Scolopax rusticola L.)                   |
| Luchs (Lynx lynx L.)                     | Blässhuhn (Fulica atra L.)                             |
| Fuchs (Vulpes vulpes L.)                 | Möwen (Laridae)                                        |
| Steinmarder (Martes foina Erxleben)      | Haubentaucher (Podiceps cristatus L.)                  |
| Baummarder (Martes martes L.)            | Großtrappe (Otis tarda L.)                             |
| Iltis (Mustela putorius L.)              | Graureiher (Ardea cinerea L.)                          |
| Hermelin (Mustela erminea L.)            | Greife (Accipitridae)                                  |
| Mauswiesel (Mustela nivalis L.)          | Falken (Falconidae)                                    |
| Dachs (Meles meles L.)                   | Kolkrabe (Corvus corax L.)                             |
| Fischotter (Lutra lutra L.)              |                                                        |
| Seehund (Phoca vitulina L.)              |                                                        |

Die Bundesländer können für ihre Belange weitere Tierarten in diese Liste aufnehmen. So unterliegen zum Beispiel in Hessen auch Waschbär, Marderhund, Amerikanischer Nerz, Nutria (Sumpfbiber), Rabenkrähe und Elster dem Jagdrecht. Der Wolf, der in Deutschland wieder in weiten Teilen lebt, galt früher als Raubzeug, unterliegt (außer in Sachsen, s. u.) nicht dem Jagdrecht, sondern dem Naturschutzrecht.

#### Jagdrechtliche Inanspruchnahme und Schutz
Nach deutschem Jagdrecht befindet sich Wild grundsätzlich in natürlicher Freiheit und ist herrenlos, gehört also niemandem. Es hat einen meist unmittelbaren Nutzen als Nahrungs- und Rohstofflieferant. Die Aneignung des Wildes ist ausschließlich dem Jagdausübungsberechtigten (Jäger) erlaubt. Sie erfolgt durch Fangen oder Erlegen. Das Recht zur Aneignung gilt auch für Teile des Wildes, z. B. Vogeleier oder Abwurfstangen von Hirschen.
Wild unterliegt der besonderen Fürsorgepflicht des Jägers. Festgeschrieben ist dies in der Verpflichtung des Jagdausübungsberechtigten zur gleichzeitigen Hege des Wildes. Die persönliche Hegeverpflichtung des Jägers gilt auch dann, wenn eine Wildart aufgrund des gesetzlichen Schutzstatus „streng geschützt“ (Listung in Anhang IV der FFH-Richtlinie) ganzjährige Schonung genießt wie der Luchs und der Wisent. Damit unterscheidet sich der Status von Tieren, die als Wild klassifiziert sind, grundlegend vom Status wildlebender Tiere, die ausschließlich nach dem Naturschutzrecht geschützt sind, da das Naturschutzrecht keine persönlich verantwortliche Person kennt.
Beispielsweise ist der Goldschakal nicht im Anhang IV der FFH-Richtlinie gelistet, also nicht streng geschützt. Er unterliegt aber auch nicht dem Jagdrecht, gehört somit nicht zum Wild und es besteht keine Verpflichtung zur Hege. Eine weitere rechtliche Einordnung, z. B. als invasive Art steht noch aus.
Der Eurasische Wolf unterliegt nur im Freistaat Sachsen dem Jagdrecht, gehört dort also zum Wild. Wegen der Listung des Wolfs im Anhang IV der FFH-Richtlinie genießt er aber ganzjährige Schonung und es besteht die Verpflichtung zur Hege.

#### Statistik
In der Bundesrepublik Deutschland wurden im Jagdjahr 2012/2013 rund 28.350 Tonnen Wildbret verbraucht. Pro Kopf wurden rund 500 Gramm Wild verzehrt, bei einem gesamten Fleischverbrauch von 60,8 kg. Der Wert des erlegten Wildes wird für das Jahr 2012/2013 auf knapp 219 Millionen Euro beziffert. Rotwild (Hirsche), Rehwild, Sikawild, Damwild und Schwarzwild (Wildschweine) werden im Rahmen der landwirtschaftlichen Wildhaltung auch als Nutztiere gehalten. Das hochwertige Leder aus dem Fell (der „Decke“) der Hirsche und Boviden wird zu Kleidungsstücken verarbeitet, verschiedene Pelzarten können für Kleidungsstücke und Accessoires genutzt werden.

### Österreich
Eine einheitliche Definition für Wild ist für Österreich anders als in Deutschland nicht durch ein Bundesgesetz gegeben. In Österreich unterliegt die Jagd der jeweiligen Landeskompetenz und daher wird dies durch die neun unterschiedlichen Landesjagdgesetze der Bundesländer und die entsprechenden Durchführungsverordnungen geregelt. Die Zentralstelle österreichischer Landesjagdverbände führt dazu aus: „Wildtiere sind nur jene Tierarten, die in den Landesjagdgesetzen und in den Schuss- und Schonzeitverordnungen genannt werden. Manche Tierarten sind in einem Bundesland „Wild“, in einem anderen Bundesland aus rein juristischen Gründen keine „Wildart“ – etwa der Goldschakal, die Bisamratte, der Elch …“

### Schweiz
In der Schweiz wird Wild über das Bundesgesetz über die Jagd und den Schutz wildlebender Säugetiere und Vögel (Jagdgesetz, JSG) geregelt. Der Geltungsbereich des Gesetzes bezieht sich auf „a. Vögel; b. Raubtiere; c. Paarhufer; d. Hasenartige; e. Biber, Murmeltier und Eichhörnchen“. Jagdbare Arten sind in „Art. 5 Jagdbare Arten und Schonzeiten“ des Gesetzes geregelt.

## Wildarten in Mitteleuropa
Da das Jagdrecht in Deutschland, Österreich und der Schweiz verschieden geregelt ist, gibt es nationale und regionale Unterschiede im Katalog der dem Jagdrecht unterliegenden Tierarten. Einige der dem Jagdrecht zugeordneten Tierarten sind ganzjährig geschont (dürfen nicht erlegt werden) z. B. in Deutschland die Großtrappe. Von den typischen Wildarten Mitteleuropas unterliegen dem Jagdrecht unter anderem
- von den Säugetieren (und damit zum Haarwild gehörig)
  - die Bovidae (Hornträger) Gamswild, Muffelwild, Steinwild und Wisent
  - die Cervidae (Hirsche) Damwild, Elchwild, Rehwild, Rotwild und Sikawild
  - von den Suidae (Schweine) das Schwarzwild
  - die Leporidae (Hasenartigen) Feldhase, Schneehase und Kaninchen
  - von den Rodentia (Nagetiere) das Murmeltier
  - die Felidae (Katzen) Luchs und Wildkatze
  - von den Canidae (Hunden) der Fuchs
  - die Mustelidae (Marder) Dachs, Fischotter, Baummarder, Steinmarder, Iltis, Hermelin und Mauswiesel
  - von den Phocidae (Hundsrobben) der Seehund

- von den Vögeln (und damit zum Federwild gehörig)
  - die Phasianidae (Fasanenartigen) Auerwild, Birkwild, Rackelwild, Haselwild, Rebhuhn, Fasan, Wachtel, Alpenschneehuhn und Wildtruthuhn
  - die Columbidae (Tauben) Ringeltaube, Türkentaube, Turteltaube und Hohltaube
  - die Anseriformes (Entenvögel) Höckerschwan, Wildgänse, Wildenten, Säger
  - von den Podicipedidae (Lappentaucher) der Haubentaucher
  - von den Scolopacidae (Schnepfenvögel) die Waldschnepfe
  - von den Rallidae (Rallenvögel) das Blässhuhn
  - die Laridae (Möwen)
  - von den Otididae (Trappen) die Großtrappe
  - von den Ardeidae (Reiher) der Graureiher,
  - von den Raubvögeln die Falconidae (Falkenartige) und die Accipitridae (Habichtartige)
  - von den Corvidae (Rabenvögel) der Kolkrabe, Rabenkrähe, Saatkrähe, Elster und Eichelhäher

Vor der Entstehung des Bundesjagdgesetzes unterlagen in Deutschland auch Braunbär, Eule,  Pelikan, Amsel, Seeschwalbe, Sturmvogel und Weißstorch dem Jagdrecht. In Südeuropa wird illegale Jagd auf Singvögel ausgeübt.
Mit den Veränderungen in unserer Umwelt können Wildarten verschwinden, wieder auftreten oder neu hinzukommen. So werden Wolf (unterliegt noch nicht dem Jagdrecht) und Luchs in Mitteleuropa wieder heimisch. Fremdländische Tierarten wie Waschbär und Marderhund siedeln sich an und konkurrieren mit heimischen Arten. Solche Wildarten werden bei Bedarf vom Jagdrecht erfasst. Das bedeutet nicht gleichzeitig, dass sie auch bejagt werden dürfen.

## Wildkrankheiten
Beim Wild können neben Verletzungen, Vergiftungen, Geschwülsten und Missbildungen parasitäre Krankheiten, bakterielle Krankheiten und Viruskrankheiten auftreten.
Einige Parasiten, z. B. der Fuchsbandwurm, ebenso wie bestimmte Viruserkrankungen, z. B. die Tollwut, oder Bakteriosen, z. B. die Tuberkulose, können vom Tier auf den Menschen übertragen werden. Die zwischen Menschen und anderen Wirbeltieren übertragbaren Krankheiten werden Zoonosen genannt.
In den Staaten der Europäischen Union regeln Gesetze die Bekämpfung von Wildkrankheiten, den Umgang mit kranken Tieren, die Vorsorge und den Schutz der Verbraucher.

## Wildschutz
Zur Verminderung von Wildunfällen werden insbesondere an viel befahrenen Straßen- und Bahnstrecken beidseits Wildschutzzäune errichtet. Sie sollen Zusammenstöße von schnellfahrenden Kraftfahrzeugen mit über die Fahrbahn wechselndem Wild vermeiden helfen, die auch für die Autoinsassen tödlich enden können. Da solche Zäune durch Auffahrten unterbrochen werden, die Gatter für die Not- und Bauausfahrten nicht immer geschlossen werden, besteht hier kein hundertprozentiger Schutz.
Reflektoren, die Licht von ankommenden Fahrzeugen quer zur Fahrtrichtung aufgefächert rot oder blau in die Flächen neben der Fahrbahn umlenken, warnen optisch. Sie werden an der fahrbahnabgewandten Seite der dreieckigen Leitpfosten befestigt und können in ihrer reflektierenden Richtung auch an Böschung oder Abhang angepasst werden. Ein anderer Typ von Reflektor hängt als belegtes Drehkreuz an einem kleinen, selbständigen Drahtgalgen und dreht sich im Fahrtwindwirbel der Autos. Eine High-Tech-Lösung ist ebenfalls pfahlrückseitig montiert, sie sammelt tagsüber photovoltaisch Energie, wird durch das Fahrzeuglicht ausgelöst und sendet sowohl blaue LED-Lichtblitze als auch hörbare Töne aus.
Auch sollen an Holzpfählen mit PU-Schaum aufgebrachte Geruchsstoffe das Wild von Straßen fernhalten.
Eine gewisse Verbreitung fanden fahrtwindbetriebene Wildwarnpfeifen an Kraftfahrzeugen in den 1980er bis 1990er Jahren. Ihre Wirkung ist unter anderem deshalb umstritten, weil die Lautstärke ihres Dauertons (im Ultraschallbereich) relativ gering ist.
Wild lagert und versteckt sich gerne auch in landwirtschaftlich genutzten Flächen, so dass beim Mähen von Mais, anderem Getreide oder auch Wiesen insbesondere Rehe und Hasen getötet werden, die sich bei aufkommendem Lärm einer Mähmaschine instinktiv ducken und nicht fliehen. Gegen diesen Konflikt, der nicht nur Wildtiere unnötig tötet, sondern auch deren Leichengift in die Nahrung von Nutztieren bringen kann, sind zwei technische Systeme in Erprobung: zum einen GPS-positioniertes Überfliegen mit kamerabestückten Drohnen (etwa Quadrocopter) zur Erkundung von lagerndem Wild, zum anderen Vertreibung durch einen akustischen Warnton im (hochfrequenten) Ultraschallbereich, ausgesandt von einem Lautsprecher am Traktor des Mähgeräts.
Insbesondere frisch gesetzte Rehkitze werden vor der Frühjahrsmahd mit ausgebildeten Hunden und Jägern gesucht und aus dem Gefahrenbereich gebracht.